# Castrul roman de la Sebeș
Castrul roman se găsește în apropierea municipiului Sebeș, județul Alba, Transilvania.